# Лаха (народ)
Лаха, кхла (вьет. La Ha), — народ на северо-западе Вьетнама. Проживают в провинциях Лаокай и Шонла. Входят в число 54 официально признанных народов Вьетнама. Численность по переписи 1999 годам — 5686 человек. Лаха делятся на две субэтнические группы: лаха унг («лаха, живущие на воде») и лаха пхлао («лаха, живущие на суше»).
Говорят на языке лаха, относящемся к кадайской группе тай-кадайской языковой семьи.
Лаха — автохтонное население Северо-Западного Вьетнама, были частично ассимилированы тхай, мигрировавшими в область обитания лаха в XI—XII вв.
В хозяйстве лаха сочетаются ручное подсечно-огневое земледелие и скотоводство; основные культуры — рис и овощи. Основная пища — клейкий рис, свинина, овощи. Сохранился обычай геофагии, чернения зубов и жевания бетеля. Основные ремёсла — ткачество и плетение.
Семья у лаха малая, счёт родства патрилинейный.
Национальная одежда — тхайская кофта с застёжками впереди, длинная прямая юбка, подвязанная поясом, платок с орнаментом и ноговицы.
Большинство лаха придерживается местных традиционных верований: культу предков, анимизму. В связи с обычаем культа предков, особое внимание уделяется празднику памяти умерших — «Благодарения родителей», который празднуется каждую весну.

## Традиционное жилище
Традиционное поселение лаха состоит из 10—12 свайных домов с двускатной или четырёхскатной овальной крышей. Для лаха постройка дома несёт и религиозный смысл, так как в каждой семье есть домашний алтарь для ритуальных церемоний. Пол дома устанавливается на небольшом расстоянии от земли. Под домом расположен свиной хлев и курятник. Пол дома, в зависимости от достатка семьи, застилается деревянными досками или бамбуком. Перед дверью расположен «нижний дворик», где хранят рабочий инвентарь, сушат белье, отдыхают. Комнаты, разделены между собой плетёными перегородками. Алтарь предков располагается в семейной спальне, рядом с кроватью главы семьи.
Алтарь Будды хранят в специальном шкафчике на алтаре.
Богатые семьи строят несколько домов подряд и соединяют их галереями.
Для постройки такого дома используются бамбук и листья деревьев. Иногда богатые семьи покрывают верх дома черепицей.
такие жилища строят сами лаха, в соответствии с вековыми традициями.